# (194) Прокна
(194) Прокна (др.-греч. Πρόκνη) — это один из крупнейших астероидов главного пояса, поверхность которого состоит из простейших углеродных соединений. Он был открыт 21 марта 1879 года германо-американским астрономом К. Г. Ф. Петерсом в Клинтоне, США и назван в честь  Прокны, сестры Филомены и жены Терея, повелителя фракийского племени одрисов в древнегреческой мифологии.

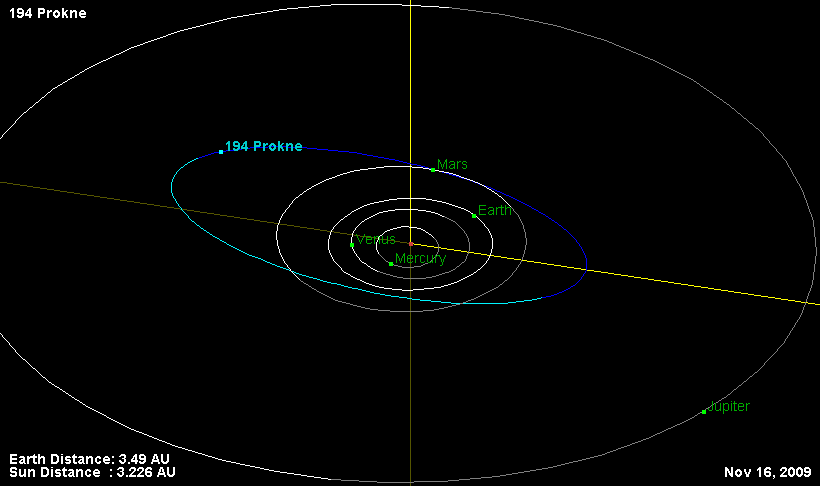
Орбита астероида Прокна и его положение в Солнечной системе

Покрытие звёзд этим астероидом было зафиксировано дважды: в 1984 году в Италии и в 1999 году в штате Айова, США.